# Zeche Herzkämper Mulde
Die Zeche Herzkämper Mulde in der Herzkämper Mulde in Sprockhövel (Ortsteil Gennebreck) ist ein ehemaliges Steinkohlenbergwerk. Das Bergwerk ist aus einer Konsolidation von zwei eigenständigen Bergwerken entstanden. Die Gewerkschaft der Zeche Herzkämper Mulde war eines der Gründungsmitglieder des Rheinisch-Westfälischen Kohlen-Syndikats.

## Bergwerksgeschichte
In dem Zeitraum vom 30. März bis 1. Mai des Jahres 1889 konsolidierte die Zeche Sieper & Mühler Gruben mit der Zeche Glückauf. Als Schächte waren der Schacht Heinrich, der Schacht Hövel und vier Wetterschächte vorhanden. Im Schacht Heinrich lag die Wettersohle bei einer Teufe von 92 Metern, die tiefste Sohle lag bei einer Teufe von 125 Metern. Schacht Hövel befand sich in der Nähe des Bahnhofs Schee, hier lag die Wettersohle bei einer Teufe von 132 Metern (+135 Meter NN). Die Lösung der Grubenwässer erfolgte durch den Dreckbänker Erbstollen, die Erbstollensohle befand sich bei 175 Metern (+92 Meter NN). Die Berechtsame umfasste mehrere Längenfelder mit großer Vierung. Zur Berechtsame gehörten  1/3 der Anteile des Dreckbänker Erbstollens. Im Anschluss an die Konsolidation wurden noch die Geviertfelder Neu Concordia I und Neu Concordia II erworben. Die beiden Geviertfelder befanden sich nordöstlich des Stadtteils Hiddinghausen.
Im Jahr 1890 wurde damit begonnen, den Schacht Hövel tiefer zu teufen. Im Jahr 1891 wurden am Standort des Schachtes Hövel eine Kokerei und eine Brikettfabrik in Betrieb genommen. Im darauffolgenden Jahr wurde im Schacht Hövel bei einer Teufe von 285 Metern (−18 Meter NN) die 1. Tiefbausohle angesetzt. Außerdem wurde damit begonnen, einen tonnlägigen Wetterschacht zu teufen. Im Jahr 1893 wurde im Schacht Hövel die Wetterführung auf die 198 Metersohle umgelegt. Der Schacht Heinrich wurde im selben Jahr zum Wetterschacht umfunktioniert, dazu war ein weiterer Wetterschacht in Betrieb. Da es im Tiefbau zu hohen Wasserzuflüssen kam, wurde die Kohle überwiegend oberhalb der Dreckbänker Erbstollensohle abgebaut. Nachdem die Kohlen oberhalb der Erbstollensohle abgebaut waren, wurde Schacht Heinrich am 1. August des Jahres 1894 stillgelegt. Nach der Stilllegung des Schachtes musste die abgebaute Kohle untertägig zum Schacht Hövel gefördert werden, dort wurde die Kohle zu Tage gefördert. Im Jahr 1895 wurde die Kokerei stillgelegt und Schacht Heinrich aufgegeben.
Im Jahr 1896 waren noch drei Schächte in Betrieb, dies waren der Schacht Hövel und zwei nicht namentlich bezeichnete Wetterschächte. Im Jahr darauf wurden die Flöze Oberste Bank, Hütterbank, Friedrich Wilhelm, und Glückauf vorgerichtet. In allen vier Flözen wurde zeitgleich auch abgebaut. Das Bergwerk gehörte zu dieser Zeit zum Bergrevier Witten. In den nachfolgenden Jahren wurde die Brikettfabrik außer Betrieb genommen, das genaue Datum ist nicht bekannt. Um die 2. Tiefbausohle auszurichten, wurde im Jahr 1898 damit begonnen, ab der 1. Tiefbausohle einen Blindschacht zu teufen. Das Gesenk war für eine Teufe von etwa 200 Metern vorgesehen. Da die Bergwerkseigentümer zu dieser Zeit ständig Zubussen zahlen mussten, konsolidierte die Zeche Herzkämper Mulde am 25. Juni desselben Jahres zur Zeche Stock & Scherenberg.

## Förderung und Belegschaft
Die ersten bekannten Belegschafts- und Förderzahlen des Bergwerks stammen aus dem Jahr 1889, damals waren 140 Bergleute auf dem Bergwerk beschäftigt, die eine Förderung von 23.668 Tonnen Steinkohle erbrachten. Im Jahr 1895 stieg die Förderung an auf 48.710 Tonnen Steinkohle, diese Förderung wurde von 251 Bergleuten erbracht. Die maximale Förderung wurde im Jahr 1897 von 307 Bergleuten erbracht, es wurden 61.444 Tonnen Steinkohle gefördert. Dies waren auch die letzten bekannten Belegschafts- und Förderzahlen.

## Heutiger Zustand
Von der Zeche Herzkämper Mulde ist heute nur noch das Maschinenhaus des Schachtes Hövel vorhanden. Es befindet sich in Sprockhövel im Ortsteil Schee in der Quellenburgstraße und wurde mittlerweile zu einem Wohnhaus umgebaut.